# オーデル・ナイセの戦い
オーデル・ナイセの戦い(英語Battle of the Oder–Neisse)は、第二次世界大戦中、東部戦線において行われたソビエト赤軍の最後の大攻勢（1月1日～5月9日）の主要作戦の最初の戦いのことである。主に4月16日から19日に行われ、ソビエト赤軍はベルリンへの突破口を開いた。ソ連の戦略では軍を二手に分けてベルリンを攻撃することになっており、「 Berlin Strategic Offensive Operation」と名付けられた。
- シュテッティン－ロストック攻略作戦（1945年4月16日 – 5月8日）第2白ロシア方面軍の担当。
- ゼーロウ高地－ベルリン攻略作戦（1945年4月16日 – 5月2日）第1白ロシア方面軍の担当。
- コットブス－ポツダム攻略作戦（1945年4月16日 – 5月2日）第1ウクライナ方面軍北側部隊と機械化騎兵グループの担当。
- シュプレンベルク－トルガウ攻略作戦(1945年4月16日–5月5日)第1ウクライナ方面軍南側部隊の担当。

この作戦の過程で、ドイツ国防軍ヴァイクセル軍集団（司令官ゴットハルト・ハインリツィ）、中央軍集団（司令官フェルディナント・シェルナー）とソビエト赤軍第1ウクライナ方面軍（司令官イワン・コーネフ）、第1白ロシア方面軍（司令官ゲオルギー・ジューコフ）第2白ロシア方面軍（司令官コンスタンチン・ロコソフスキー）の間で激戦が行われた。

## 戦闘開始

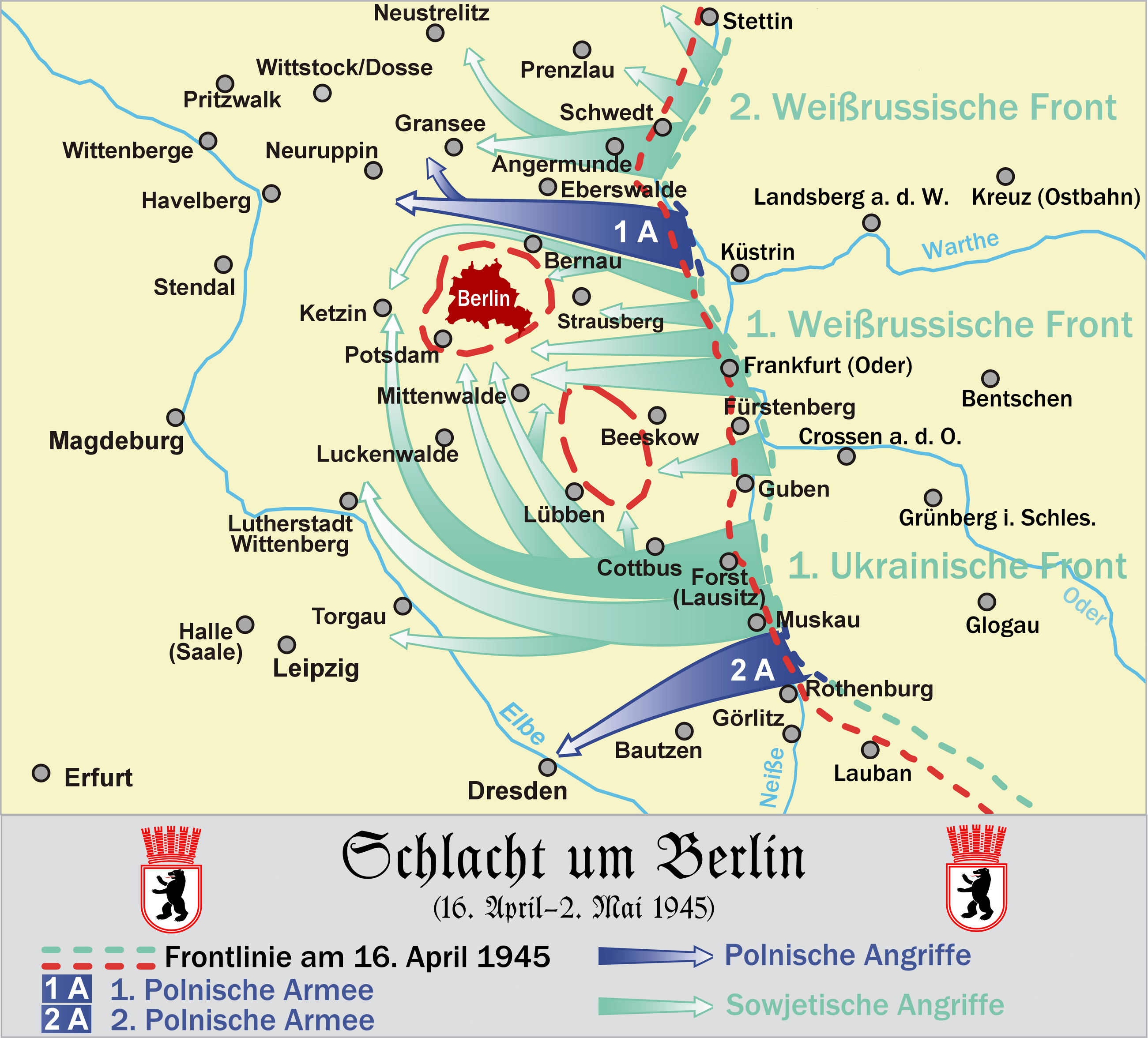
第1、第2白ロシア方面軍と第1ウクライナ方面軍の攻勢

ドイツ第9軍（ヴァイクセル軍集団所属）が防衛していたゼーロウ高地へ第1白ロシア方面軍が進撃したことにより両者の激しい戦いが始まった。この戦闘はゼーロウ高地の戦いとして知られている。第1ウクライナ方面軍は中央軍集団の防衛線を攻撃するためにナイセ川を横断したが、中央軍集団による応戦はさほど激しくなかった。
4月16日夜中過ぎ、ベルリン侵攻計画の発動がなされ、ソビエト赤軍は2時間もの間、何千もの砲門、カチューシャによる支援砲撃が始まった。その後まもなくの夜明け前、第1白ロシア方面軍はオーデル川全域で攻勢を開始、同時に第1ウクライナ方面軍はナイセ川全域で攻撃を開始した。第1白ロシア方面軍はドイツ軍が防衛を強化していた地点への攻撃を行うために兵力を強化されていた。

### ゼーロウ高地－ベルリン攻略作戦
第1白ロシア方面軍の最初の攻勢は惨憺たるものだった。ハインリツィは攻勢を予期し、赤軍砲兵が蹂躙する直前に部隊を最前線の防衛線から下がらせていた。
ドイツ軍の目を眩ますために用意されていた143個のサーチライトは早朝の霧により光が拡散し、進撃しているソビエト赤軍将兵の姿を浮かび上がらせた。沼地と化した大地（ドイツ軍によりオーデル川が氾濫させられていた。）は進軍への大きな障害となり、さらにドイツ軍による対抗集中砲撃でソビエト赤軍は多大な犠牲者を出した。遅々として進まない第1白ロシア戦線の攻勢に失望したソビエト赤軍最高総司令部はジューコフに早急に対応するよう命令した。そこでジューコフは予備部隊を投入せざるを得なくなったが、それはその後の計画に影響した。夕方までに6キロ進んだ部隊が一部にあったが、ドイツ軍はほとんど損害を出していなかった。
ジューコフはゼーロウ－ベルリン攻略作戦がうまく進んでいないことを報告せざるを得なかった。スターリンはジューコフを激励するために、コーネフの戦車部隊に南方からベルリンへ進軍する許可を与えることをほのめかした。ソビエト赤軍による集中支援射撃は効果をもたらした。4月17日の夕暮れ時点では第1白ロシア方面軍の正面のドイツ軍戦線は破られずにいたが、かろうじて持ちこたえている状態だった。
18日の夕暮れまでに第1白ロシア方面軍はドイツ軍最終防衛線に達した。4月19日、第1白ロシア方面軍はゼーロウ高地におけるドイツ軍の最終防衛ラインを突破、第1白ロシア方面軍の前面には戦力を減じたドイツ軍しか存在なかった。ゼーロウ高地を防衛していた第9軍（司令官テオドーア・ブッセ）と第4装甲軍の北面の残存部隊は第1ウクライナ方面軍による包囲の危機に瀕していた。第1白ロシア方面軍がベルリン包囲を開始した時、第1ウクライナ方面軍はベルリン市内への進撃を開始していた。
第2白ロシア方面軍はベルリン北方への攻撃を開始した。4月20日、第2白ロシア方面軍はシュテッティンとシュヴィーツの間でヴァイクセル軍集団の北方を防衛していた第3装甲軍への攻撃を開始した。
4月22日、第2白ロシア方面軍はオーデル川東岸15キロに橋頭堡を確保、第3装甲軍と激しい戦闘となった。 Ziemkeによれば、4月22日までに第2白ロシア方面軍はオーデル川東岸、15キロ地点に橋頭堡を確保、第3装甲軍と激しい交戦したとされている。

### コットブス－ポツダム攻略作戦
中央軍集団が第1白ロシア方面軍への防御を固めていたため、南方での第1ウクライナ方面軍の進撃は計画通りに進んでいた。第4装甲軍は中央軍集団の北方を防衛していたが、第1ウクライナ方面軍の圧力により、退却せざるをえなかった。中央軍集団南方の防衛を担当していた2個装甲師団はソビエト赤軍の突破に対応するために予備とされていたが、第4装甲軍の撤退により投入せざるを得なくなった。夕暮れにはヴァイクセル軍集団と中央軍集団南方が持ちこたえることが不可能となったが、これがこの戦闘における分岐点であった。第4装甲軍の撤退により、両軍集団は包囲される危険性が高まった。実質的に、ゼーロウ高地南部を防衛する中央軍集団の守備不足がハインリツィの防衛計画を大きく狂わせてしまっていたのである。
4月18日、第1ウクライナ方面軍はフォルストを確保、そこからさらに前進すべく準備に入った。
第3親衛軍、第3軍、第4親衛戦車軍ら機械化騎兵グループは第4装甲軍を押し戻し、セイダとユータボクを経由し、ベルリン西方で第1白ロシア方面軍と出会った。

### シュプレンベルク－トルガウ攻略作戦
第1ウクライナ方面軍およびその他の軍はアメリカ軍が進撃している西方へ向かい進撃した。第1ウクライナ方面軍配下の第58親衛軍がエルベ川のトルガウでアメリカ第1軍配下の第69歩兵師団とであったことは「エルベの邂逅」としてよく知られており、5月8日にはムルデに達した。

### シュテッティン－ロストック攻略作戦
4月25日、第2白ロシア方面軍はシュテッティンに確保した橋頭堡を足がかりに南方で第3装甲軍を突破、ランドウ湿地を横断しが、それはイギリス第21軍が進撃していた地点まで障害無しに進撃できることを意味し、シュトラールズントのロストックにあるバルト海に面した港まで進めることも意味した。

## その後
4月19日までにはフランクフルト・アン・デア・オーダー北部のゼーロウ高地、フロスト南部のドイツ軍東部戦線は消滅した。このためソ連2個方面軍はベルリンへ抜けるオーデル川、シュプレー川を結ぶ運河があるフランクフルト・アン・デア・オーダー東37キロ地点で第9軍、第4装甲軍を包囲した。第9軍が西へ脱出する戦いは後にハルベの戦いと呼ばれる。
この作戦においてソビエト赤軍は4月1日から19日の間に2,807両以上の戦車を失ったが、同期間に西側連合軍は1,079両の戦車を失っている。